# Wierchnieje Piesocznoje
Wierchnieje Piesocznoje (ros. Верхнее Песочное) – wieś (ros. деревня, trb. dieriewnia) w zachodniej Rosji, w sielsowiecie bielajewskim rejonu konyszowskiego w obwodzie kurskim.

## Geografia
Miejscowość położona jest w dorzeczu Swapy (prawy dopływ Sejmu), 8 km od centrum administracyjnego sielsowietu (Bielajewo), 21 km na północny zachód od centrum administracyjnego rejonu (Konyszowka), 84 km na północny zachód od Kurska.
We wsi znajdują się 22 posesje.
Klimat
Miejscowość, jak i cały rejon, znajduje się w strefie klimatu kontynentalnego z łagodnym ciepłym latem i równomiernie rozłożonymi opadami rocznymi (Dfb w klasyfikacji klimatów Köppena).

## Demografia
W 2010 r. wieś zamieszkiwało 25 osób.